# مآسيودون توليفايسوس
مآسيودون توليفايسوس (Maaseudun Tulevaisuus وتعني المستقبل الريفي) صحيفة فنلندية صدرت في عام 1916، نشأت محايدة سياسيا، بدأ توزيع المجلة في عام 2008 وكان 254 84 نسخة، والقراء 000 332. 63 ٪ من القراء هم ذكور. ونشرت لثلاث مرات أسبوعيا.